# شعب عبيد (السياني)
شعب عبيد محلة تابعة لقرية ضراس السفلى، التابعة لعزلة نخلان بمديرية السياني إحدى مديريات محافظة إب في الجمهورية اليمنية.، بلغ تعداد سكانها 182 حسب تعداد اليمن لعام 2004.